# Peter Bickhardt
Peter Bickhardt (* 13. Juni 1933 in Dresden; † 6. Mai 2018 in Radebeul) war ein evangelischer Pfarrer, der in der DDR ein Vertreter der kirchlichen Oppositionsbewegung war.
Bickhardt besuchte die Kreuzschule in Dresden und studierte nach dem Abitur 1951–1955 Evangelische Theologie in Leipzig. 1956 arbeitete er in einem Industriefotolabor. Nach dem Vikariat und Besuch des Predigerseminars war er bis 1969 Pfarrer in Dresden-Niedersedlitz und bis 1977 in Dresden-Pieschen. Aufgrund von Protesten gegen die Israel-Politik der DDR, den Einmarsch der Warschauer-Pakt-Staaten in der ČSSR und die Fälschung von Wahlergebnissen geriet Bickhardt in Konflikt mit staatlichen Stellen und wurde vom MfS überwacht.
1977 bis 1988 war er Landespfarrer für Krankenhausseelsorge in Berlin. Seit 1982 war er in der kirchlichen Friedensbewegung aktiv und nahm 1983 am DDR-weiten Treffen „Frieden konkret“ teil. 1984 gründete er mit Sebastian Pflugbeil die Oppositionsgruppe „Ärzte für den Frieden“ und war seit 1988 im von seinem Sohn Stephan Bickhardt mitbegründeten Arbeitskreis „Absage an Praxis und Prinzip der Abgrenzung“ aktiv, aus dem sich die Bürgerbewegung Demokratie Jetzt entwickelte, zu deren Gründungsmitgliedern er 1989 gehörte. Von 1988 bis zum Ruhestand 1998 war er Pfarrer in Neuenhagen-Dahlwitz.